# Ballesteros de Calatrava
Ballesteros de Calatrava – gmina w Hiszpanii, w prowincji Ciudad Real, w Kastylii-La Mancha, o powierzchni 57,83 km². W 2011 roku gmina liczyła 455 mieszkańców.